# هوجوتسو

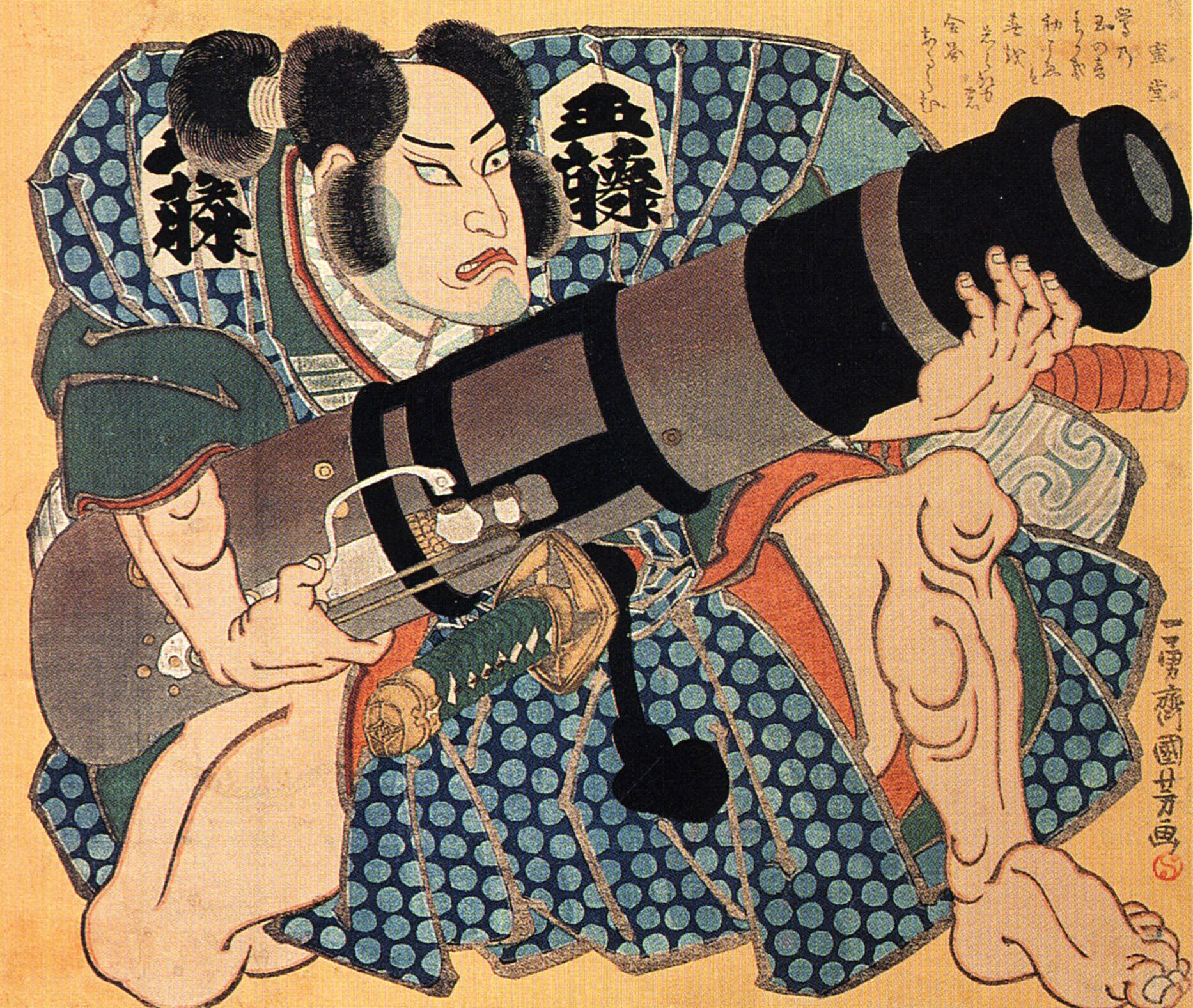
یک ژاپنی همراه با سلاح اوتسوتزو (大筒 おおづつ) در قرن هفدهم

هوجوتسو (به ژاپنی: 砲術 Hōjutsu) هنر رزمی ژاپنی که به استفاده از انواع سلاح گرم اختصاص داده شده است. هوجوتسو شامل فن استفاده از سلاح‌های ژاپنی  و غربی نظیر تفنگ فتیله‌ای، اوتسوتزو (大筒)، بوهیا (棒火矢 Bō hiya) و  توپخانه می‌شود.